# Međunarodni subjektivitet države
Međunarodno pravni subjektivitet podrazumeva da je neka jedinka nosilac prava i obaveza prema međunarodnom pravu, da se ponaša u skladu sa pravilima prava i da je neposredno podvrgnuta međunarodnopravnom poretku. Ova definicija pre svega obuhvata, ali ne i isključivo, države. Generalno, to su takva međunarodna lica sa kapacitetom da poseduju (od drugih pravnih lica priznata) međunarodna prava i međunarodne obaveze i odgovornosti, a posebno sposobnost lica da tuži (i da bude tužena), vrši ugovaranje i učlanjuje se u međunarodne organizacije, stiče i raspolaže imovinom, ima međunarodne imunitete i privilegije, predstavlja se, i vrši sve druge međunarodne pravne akte (jednostrane, dvostrane ili višestrane), kao i pravne procese svojstevene ovakvim pravnim licima.

## Međunarodni subjektivitet države
Izraz subjekt međunarodnog prava moguće je definisati nabrajanjem osobina koje on poseduje, a obično se navode:pravna, poslovna, procesna i deliktna sposobnost.
Osobine koje trebaju da imaju subjekti međunarodnih odnosa:
1. Organizovanost
2. Nezavisnost
3. Međunarodni karakter
4. Politički značaj
5. Vrste

### Organizovanost
Grupa ljudi mora biti organizovana tako da je sposobna da donosi odluke koje se pripisuju celoj zajednici i koje njeni pripadnici usvajaju i sprovode u delo, tj. ona mora da ima središte odlučivanja.

### Nezavisnost
Subjekt međunarodnih odnosa mora biti nezavisan od drugih takvih subjekata. Ova nezavisnost se odnosi na subjektivnu neometanost u odlučivanju.

### Međunarodni karakter
Ovo obeležje subjekta međunarodnih odnosa svodi se na zahtev da to budu međunarodni subjekti, a ne oni koji učestvuju u političkim odnosima unutar političkih sistema koji nisu međunarodni, prema tome subjekt međunarodnih odnosa može biti samo onaj koji stupa u odnose koji prevazilaze i presecaju državne granice.

#### Politički značaj
Pod međunarodnim odnosima se podrazumevaju međunarodni politički odnosi, a subjekti tih odnosa se mogu okvalifikovati kao nosioci političkih interesa čiji specifični interesi često nisu u potpunosti jednaki sa interesima nekog drugog subjekta. Ovde se ispoljava uticaj moći jednog subjekta na drugi.
Dilema u vezi sa političkim značajem i moći se javljaju naročito u vezi sa međunarodnim nevladinim organizacijama gde postoje ogromne razlike između pojednih nevladinih organizacija ali je teško odrediti mesto koje zauzimaju te nevladine organizacije.

### Vrste
Subjekti međunarodnih odnosa se mogu podeliti na nacionalne, međunarodne i transnacionalne.
Nacionalni subjekti su oni koji su teritorijalno ograničeni jednom državom, jer su ljudi koji ih čine na teritoriji jedne države ili njeni državljani. Tipični i tako reći jedni nacionalni subjekt međunarodnih odnosa je sama država.
Međunarodni subjekti nastaju udruživanjem država (odnosno ljudi putem svojih država) i države su njihove članice.
Transnacionalni subjekti nastaju udruživanjem ljudi iz različitih zemalja, bez posredstva njihovih država.

## Država
Međunarodno pravo ne reguliše načine na koje nastaje država. Kroz istoriju se može videti da je nastanak država rezultat mnogih ratova, kojima su često sledili međunarodni kongresi i konferencije na kojima su se utvrđivače granice novih država, menjale postojeće i priznavale nove države. Potom je dolazilo do novih ratova i međunarodnih konferencija na kojima su se prepravljale postojeće granice ili potvrđivalo nastajanje novih država.
Međunarodno pravo razlikuje dva načina nastanka države: originalni (kada država nastaje na području koje nije bilo ni pod čijom vlasti (terra nullius) i derivativni (kada nastaje usled promena teritorija već postojećih država). Ovaj drugi način stvara problem vezane za međunarodnopravni kontinuitet i sukcesiju države. Iako međunarodno pravo ne reguliše nastanak države, ono sadrži tri merila po kojima se utvrđuje da nova država postoji. Osnovni elementi države su: određena teritorija (čije granice ne moraju biti definitivno određene), stalno stanovništvo (koje ne mora biti etnički homogeno) i suverena vlast.
Država nastaje kada se steknu ova tri elementa.
Iako teorija u pogledu sistematizacije prava država nije jednoznačna , reč je o osnovnim pravima na suverenost, jednakost, samoodržavanje, međunarodno opštenje i poštovanje.
Pravo na samoodržavanje- postojanje države preduslov je uživanja svih ostalih prava. Današnje međunarodno pravo obavezuje države da svoje međusobne sporove rešavaju mirnim načinima i zabranjuje agresiju tj. pribegavanje oružanoj sili.
Suverenost shvaćena u apsolutnom smislu znači najvišu vlast, vlast koja nije podvrgnuta nikakvoj drugoj , višoj vlasti. U pogledu spoljnih odnosa , to znači da su države pravno jednake, das u suverene i da im ta prava ne mogu biti oduzeta. Dakle, država je nezavisna od svake spoljne vlasti. Na unutrašnjem planu, suverenost uključuje pravo slobodnog izbora političkog, socijalnog i ekonomskog sistema. Države ograničavaju svoju suverenost svakim međunarodnim, dvostranim ili višestranim ugovorom koji zaključuje. Ugovori obavezuju države ugovornice na određeno ponašanje u međunarodnom saobraćaju i na konkretno delovanje. I članstvo u međunarodnoj organizaciji obavezuje članice na određena pravila ponašanja.
Pravo na poštovanje podrazumeva, pre svega, dužnost poštovanja drugih država , a izraćava se formalnim činima i konkretnim oblicima uvažavanja lica koja ih predstavljaju.
Pravo na međunarodni saobraćaj naziva se i pravom na međunarodnu saradnju. Iako svaka država ima pravo na saobaćaj druge države nisu dužne da prihvate njene ponude o nekom konkretnom obliku saradnje.

### Vrste država
Veličina države, broj stanovnika i druge faktičke razlike koje među državama postoje nisu relevantne za međunarodno pravo. Međutim, postoji razlika u zavisnosti od toga da li je država unitarna ili spade u neki od oblika složene države. Ako je država složena , treba znati ko je subjekt međunarodnog prava, država ili njene članice. To je važno da bi se znalo ko je ovlašćen da u ime države istupa na međunarodnom planu i da daje izjave kojima se stiču prava i preuzimaju obaveze.
Unitarna država je ona gde postoji jedinstvena državna vlast na čitavoj teritoriji, bez obzira na unutrašnje teritorijalne podele i koja samostalno obavlja poslove koji spadaju u oblast međunarodnih odnosa.
Istorija poznaje nekoliko oblika složene države: personalnu uniju (dve različite države koje vezuju ličnost vladara, a države članice zadržavaju međunarodnopravni subjektivitet) i realnu uniju (dve samostalne jedinice koje imaju neke zajedničke poslove, dok je prema inostranstvu unija jedinstven subjekt međunarodnog prava). Savremeni oblici složene države su konfederacija (savez država) i federacija (savezna država).
Federalne države su danas gotovo jedini oblik složene države. Osnivaju se ustavom (unutrašnjim pravnim aktom), a nadležnost je podeljena između federalnih vlasti i vlasti članica federacije. Federacija nastupa prema inostranstvu i jedini je subjekt međunarodnog prava. Federalne jedinke zadržavaju isključivu nadležnost u oblastima koje nisu prenete na federaciju. Izvršavanje međunarodnih ugovora koje zaključi federacija može doći u pitanje ako neka od njenih jedinki koja je u odnosnoj oblasti zadržala isključivu nadležnost nije spremna da izvrši preuzete obaveze. Federacija bi bila odgovorna za neizvršenje međunarodnog ugovora iako do toga nije došlo njenom krivicom već ustavnom nemogućnošću da privoli svoju federalnu jedinku da odnosni deo ugovora izvrši. U međunarodne ugovore koje zaključuju federacije sa drugim državama nekada se unose posebne odredbe tzv. “federalna klauzula” – kojima se nastoje preduprediti moguće teškoće u izvršavanju ugovora.
Postoje i stalno neutralne države. Tema stalne neutralnosti postepeno gubi značaj za međunarodno pravo. Neutralnost počiva, sa jedne strane, na odluci države koja želi ostati neutralna u svim budućim oružanim sukobima, a sa druge, na neki način izraženoj saglasnosti drugih država da njenu neutralnost poštuju.

## Spoljašnje veze
- Predlog zakona o postupku priznavanja pravnog subjektiviteta Архивирано на веб-сајту  (28. септембар 2015)
- Međunarodno javno pravo